# Ол-Доньо-Сабук
Ол-Доньо-Сабук (Оль-Доиньо-Сабук, Ол-Доиньо-Сапук, англ. Ol Donyo Sabuk, Ol Doinyo Sabuk, Ol Donyo Sapuk) — гора в Кении, в Восточной провинции, на границе с Центральной провинцией, восточнее города Тика. Высота 2148 метров над уровнем моря. Потухший кратер стратовулкана.
С севера потухший кратер Ол-Доньо-Сабук огибает река Ати и здесь, размывая вулканические породы, образует знаменитые водопады Фортин-Фолс (Fourteen Falls, «14 водопадов»).
Является местоположением национального парка Ол-Доньо-Сабук (Ol Donyo Sabuk National Park), который находится в управлении Службы охраны дикой природы Кении (KWS). Площадь 20,7 км² (2070 гектаров). Основан в 1967 году.